# Щербатов, Осип Михайлович
Князь Осип Михайлович Щербатов (? — 1578) — голова, полковой воевода, наместник и окольничий во времена правления Ивана IV Васильевича Грозного.
Представитель княжеского рода Щербатовых (Рюриковичи). Второй сын князя Михаила Васильевича Щербатова. Братья — князья Дмитрий и Иван Щербатовы.

## Биография
В 1550 году на первой свадьбе удельного князя Владимира Андреевича Старицкого с Евдокией Александровной Нагой  "нёс свечи к церкви" вместе с тремя другими князьями Щербатовыми.
В 1558 году на второй свадьбе удельного князя Владимира Старицкого с княжной Евдокией Романовной Одоевской "нёс каравай к церкви".
В 1565 году находился на воеводстве в Невле. В 1565 году вместе с городецкими татарами послан с царевичем Ибакой и Кайбулою охранял русско-литовские границы в районе Великих Лук. В 1570 году, «по крымским вестям» числился головой в царском стане.
Осенью 1572 года он участвовал в походе русской армии под командованием царя Ивана Васильевича Грозного в Новгород и против Ливонии, в качестве головы в стану государя. Пожалован в окольничии (1572). 1 января 1573 года — один из воевод большого полка, затем стоял с ратниками Водской и Шелонской пятин в городе Ям, где было приказано собраться всем полкам.
В 1573 года на свадьбе ливонского короля Магнуса с княжной Марией Владимировной Старицкой упомянут в числе «сидячих бояр». В 1574 году — второй воевода полка левой руки в Ивангороде, в 1576 году — воевода в Чернигове, а в 1578 году — наместник и воевода в Новгороде-Северском. Был в литовском плену и выкуплен Государём.
Владел поместьями в Московском уезде.
В 1578 году скончался, оставив после себя трёх сыновей: Петра, Луку и Ивана.

## Критика
В Древней российской вивлиофике князь Осип Михайлович показан умершим († 1576), но по двум источникам он показан наместником и воеводой в Новгород-Северском, то можно предположить, что в предисловии князя Михаила Михайловича Щербатова в Русской старине указанный редакцией год смерти († 1578) будет вернее.